# Вьяяма
Вьяяма (санскр. व्यायाम, IAST: vyāyāma — физические упражнения; вияма, хинди IAST vyāyāma — «растягивать», «разрабатывать») — динамические упражнения в йоге. 
Упражнения вьяяма подразделяются на две категории — мягкие (Sukshma — тонкий) и грубые (Sthula — плотный, толстый). Последние требуют значительно больших физических усилий. Традиция выполнения вьяям встречается в многих школах йоги. 

## Упоминания в школах йоги
«Для того, чтобы лучше делать асаны, начните ежедневно выполнять упражнения на гибкость, основанные, главным образом, на вращательных движениях в суставах тела»
— Свами Шивананда.«Йога и здоровье.»

«…Эта серия упражнений должна выполняться в начале ежедневной практики асан, чтобы разработать суставы и разогреть мышцы. Они также рекомендуются начинающим, ослабевшим в результате болезни или по какой-либо другой причине, тем, кто страдает заболеваниями сердца, гипертоникам, а также всем тем, кто не обладает достаточной гибкостью для выполнения других асан» 
— Свами Сатьянанда Сарасвати. «Асана. Пранаяма. Мудра. Бандха.»